# 42614 Ubaldina
42614 Ubaldina este un asteroid din centura principală de asteroizi.

## Descriere
42614 Ubaldina este un asteroid din centura principală de asteroizi. A fost descoperit pe 2 martie 1998 la San Marcello Pistoiese de Luciano Tesi și Alfredo Caronia. Asteroidul prezintă o orbită caracterizată de o semiaxă mare de 2,24 ua, o excentricitate de 0,08 și o înclinație de 1,2° în raport cu ecliptica.